# Eri bellissima
Eri bellissima è un brano musicale scritto da Luciano Ligabue e terzo singolo estratto dall'album Fuori come va? pubblicato nel 2002.
È stato frequentemente trasmesso in radio, raggiungendo la posizione numero 1 dell'airplay.

## Il testo e la musica
Il testo parla dell'incontro con un amore giovanile e del successivo racconto del tempo che non si è riusciti a vivere insieme.
Musicalmente è una canzone malinconica e triste a causa dell'utilizzo di giri armonici in minore, tuttavia con una buona resa ritmica e armonica.

## Il video musicale
Diretto da Paolo Monico e girato a Trieste, racconta la storia di una donna ripercorrendone a ritroso l'esistenza dalla maturità all'adolescenza. Inizia infatti mostrando una donna quasi quarantenne e prosegue fino ad arrivare alla sua giovinezza. A queste sequenze si alternano quelle di Ligabue e del suo gruppo che eseguono il brano dal tetto di un edificio.
- Videoclip ufficiale, su YouTube. URL consultato il 21 Settembre 2021.

Il videoclip è stato inserito nei DVD Secondo tempo del 2008 e Videoclip Collection del 2012, quest'ultima distribuita solo nelle edicole.

## Tracce
1. Eri bellissima – 3:55 (Luciano Ligabue)

## Formazione
- Luciano Ligabue - voce, chitarra ritmica

### La Banda
- Federico Poggipollini - chitarra solista
- Mel Previte - chitarra semiacustica
- Antonio Righetti - basso
- Roberto Pellati - batteria, percussioni
- Fabrizio Simoncioni - pianoforte, tastiera, cori

### Altri musicisti
- Fabrizio Barbacci - chitarra acustica